# Pe Ell
Pe Ell è uno dei personaggi dell'opera Il druido di Shannara, secondo libro della tetralogia fantasy degli Eredi di Shannara scritta da Terry Brooks.

## Storia
Pe Ell è un assassino professionista che ha trovato, quasi per caso, un pugnale magico in grado di uccidere silenziosamente e con un solo colpo qualsiasi creatura vivente. L'uso di quest'arma, unito alle sue abilità elusive, lo ha reso l'assassino più efficiente e micidiale delle Quattro Terre. La consapevolezza della sua potenza lo ha portato a cercare vittime sempre più importanti o difficili da raggiungere, fino a trovare nel compito di uccidere Viridiana la massima espressione del suo sadismo.
Purtroppo per lui, non aveva previsto il forte ascendente di Viridiana, e così si trova ad aiutarla nella sua ricerca del Re della Pietra, insieme all'erede di Shannara Walker Boh e a Morgan Leah, che diffidano di lui dal primo istante.
Dopo la distruzione di Uhl Belk, Pe Ell sente che è il momento di uccidere Viridiana, ma accade qualcosa di strano: si accorge che Viridiana gli sta ordinando di ucciderla, e perciò il suo libero arbitrio, in contrasto col fortissimo desiderio di annientare quella splendida creatura, si rifiuta di obbedire a quest'ordine. Viridiana si getta sul suo pugnale magico, dissolvendosi, e Pe Ell fugge in preda ad allucinazioni.
Successivamente, il suo cadavere viene ritrovato intatto dagli altri compagni di viaggio nella buca delle ossa. La causa del suo decesso viene attribuita al "guardiano di Eldwist", nella Buca delle Ossa, chiamato Koden.